# 법계성범수륙승회수재의궤 (충청북도 유형문화재 제325호)
법계성범수륙승회수재의궤(法界聖凡水陸勝會修齋儀軌)는 충청북도 청주시 상당구에 있는, 조선시대 수륙재 때 행하는 여러 의식 절차를 정리한 책이다. 2011년 6월 3일 충청북도의 유형문화재 제325호로 지정되었다.

## 개요
法界聖凡水陸勝會修齋儀軌는 水陸齋(一名 水陸無遮平等齋) 때 행하는 여러 의식 절차를 정리한 책이다. 水陸齋는 중국 梁나라 武帝 때인 6세기 초반부터 열리기 시작한 불교의 야외 법회의식 중 하나이다. 물이나 육지에 있는 孤魂ㆍ餓鬼 등의 혼령들에게 法食을 평등하게 공양함으로써 그들을 구제하는 것을 목적으로 하며 水陸齋에 대한 모든 의식과 절차를 상세히 기록하고 있다.
法界聖凡水陸勝會修齋儀軌는 동국대학교 중앙도서관 소장본이 가장 오래된 판본으로 알려지고 있다. 1515년(중종 10, 正德10) 경상도 청도 雲門寺에서 간행된 것이라 한다. 이후 여러 종의 판본이 전하고 있는데 대체로 같다.
1冊(90張)이다. 上下內向黑魚尾는 24.5×38.4cm, 四周雙邊 半郭은 20.5×26.5cm이다.
이 책은 지금까지 알려진 판본과 다른 구성을 보이는데 전체 목차가 달리 구성되어 있다. 다른 판본이 권수제 아래 設會因由篇第一로 시작되는데 반해 1장이 결락된 상태에서 이와 같은 목차와는 다른 구성이다. 1장을 제외한 상태에서 모두 43편의 구성을 보이는 점도 다르다. 또 四周雙邊 半郭, 7행 17자인 다른 판본과 달리 사주쌍변으로 8行 14字로 판각되었다.
보물 제1470-2호 불갑사 지장보살ㆍ시왕상 복장 전적 중 1529년(중종 24) 鴻山 萬壽山(무량사) 판본과 서체나 8행 14자의 판형 등이 비슷하나 전체적인 구성은 다르다.
특히 이 책은 충청도 청주의 속리산 空林寺에서 간행하였다는 간기〈萬曆元年癸酉四月日忠淸道淸州土俗離山空林寺開板”〉가 있는데 책 말미에 大王大妃殿下의 발원으로 책이 완성되었다는 기록으로 볼 때 세조 때 처음 간행된 판본을 그대로 번각한 것으로 조선시대 중기의 충북의 목판인쇄문화를 窺見할 수 있는 자료이며, 불경의 연구와 서지학 연구에 활용될 수 있는 자료이다. 보존상태가 상당히 양호하다.

## 참고 자료
- 법계성범수륙승회수재의궤 - 국가유산청 국가유산포털